# Косцян
Косьцян (пол. Kościan, нім. Kosten) — місто в західній Польщі.

## Історія
У листопаді 2015 року в місті відбувся забіг-півмарафон, у якому перемогла представниця України Легонькова Наталія.

## Демографія
Демографічна структура станом на 31 березня 2011 року:
|          | Загалом | Допрацездатний вік | Працездатний вік | Постпрацездатний вік |
| -------- | ------- | ------------------ | ---------------- | -------------------- |
| Чоловіки | 11574   | 2203               | 8172             | 1199                 |
| Жінки    | 12620   | 2017               | 7607             | 2996                 |
| Разом    | 24194   | 4220               | 15779            | 4195                 |

## Відомі люди

### Народилися
- Юзеф Сераковський гербу Доленга — стражник великий коронний у 1730—1748 роках, староста Житомира в 1725—1727 роках, королівський полковник з 1711 року, посол Польщі в Османській імперії в 1732—1733 рр.
- Рафал Бриндаль — польський поет, сатирик, автор текстів пісень гурту «Poparzeni Kawą Trzy».[4]
- Зоф'я (Зося) Новаковська — польська співачка.[5]
- Станіслав Щепановський — польський економіст, інженер, хімік, нафтовий підприємець, політик